# Cykelställsfråga

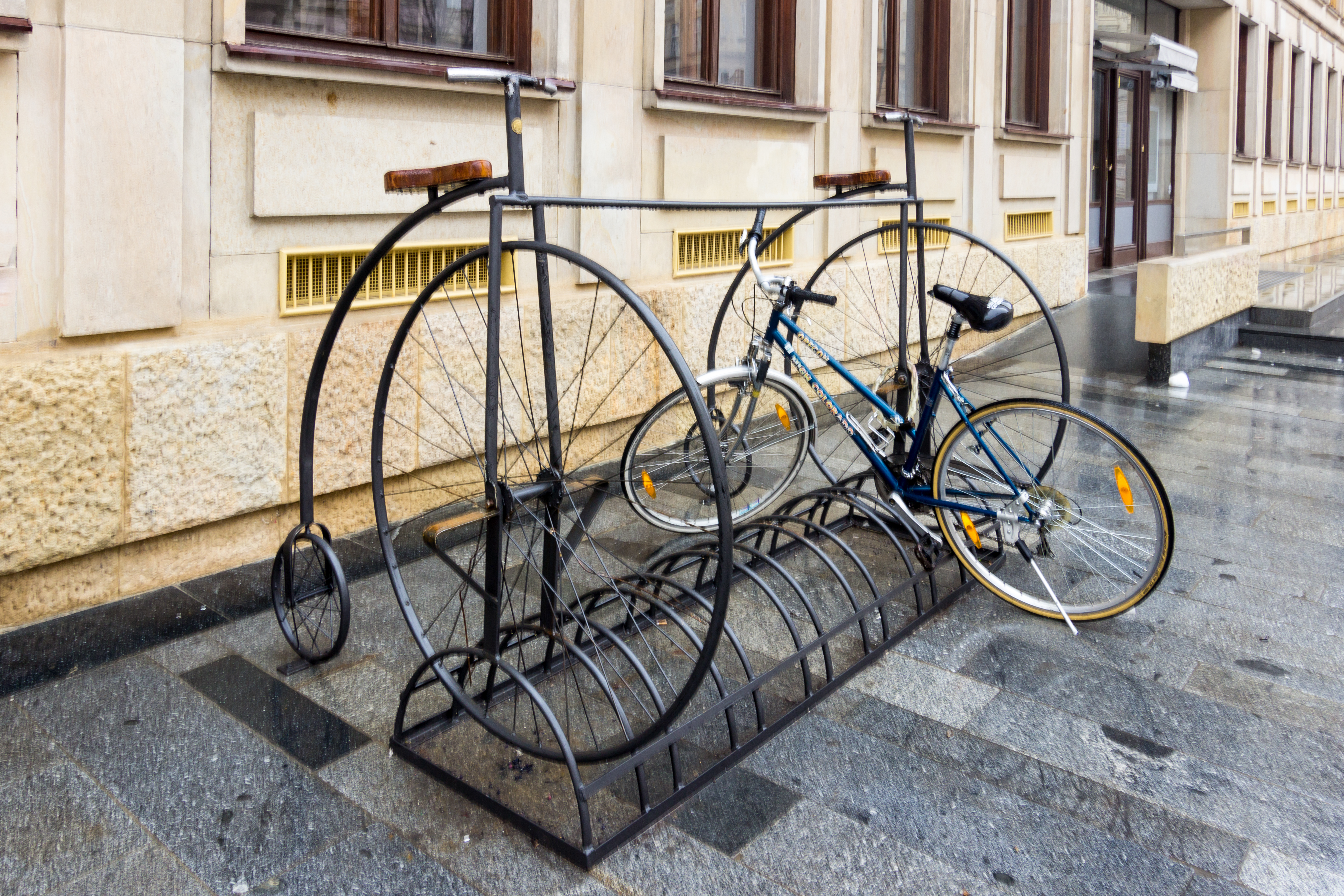
Ett cykelställ i Bratislava.

En cykelställsfråga är ett beslut som ska tas om en mindre fråga, till exempel var ett cykelställ ska stå. Många tenderar att ha en åsikt om dessa frågor, eftersom det är jordnära och lätta att sätta sig in i, jämfört med exempelvis makroekonomiska frågor.
Uttrycket härstammar från boken Parkinsons lag av C. Northcote Parkinson, där det finns en beskrivning av ett styrelsemöte där två frågor står på dagordningen: bygge av ett kärnkraftverk och bygge och målning av ett cykelskjul. Kärnkraftverksbygget klubbas igenom utan diskussion, eftersom frågan är för komplicerad och man antar att de ansvariga vet vad de gör, medan större delen av mötestiden upptas av diskussion kring placering och färgval av cykelskjulet, eftersom alla kan visualisera cykelskjulet. På svenska har det vedertagna begreppet emellertid blivit en fråga om ett cykelställ i stället för om ett cykelskjul.